# Wild Planet
Wild Planet – drugi album studyjny amerykańskiej grupy The B-52’s, wydany 27 sierpnia 1980.

## Lista utworów
Wszystkie utwory napisali Fred Schneider, Keith Strickland, Ricky Wilson, Cindy Wilson oraz Kate Pierson, chyba że zaznaczono inaczej. 
1. „Party out of Bounds” – 3:21
2. „Dirty Back Road” (R. Wilson, Robert Waldrop) – 3:21
3. „Runnin' Around” – 3:09
4. „Give Me Back My Man” (Schneider, R. Wilson, Strickland, C. Wilson) – 4:00
5. „Private Idaho” – 3:35
6. „Devil in My Car” (Schneider, R. Wilson, C. Wilson, Pierson) – 4:28
7. „Quiche Lorraine” (Schneider, Strickland, R. Wilson) – 3:58
8. „Strobe Light” (Schneider, Strickland, R. Wilson) – 3:59
9. „53 Miles West of Venus” (Schneider, R. Wilson, C. Wilson, Pierson) – 4:53

## Twórcy
- Kate Pierson – gitara basowa, organy, śpiew
- Fred Schneider – keyboard, śpiew
- Keith Strickland – perkusja
- Cindy Wilson – bongosy, śpiew
- Ricky Wilson – gitara